# 1801 no Brasil
Esta é uma cronologia dos fatos acontecimentos do ano de 1801 no Brasil.

## Incumbentes
- José Luís de Castro, Conde de Resende, Vice-Rei do Brasil de 1790 a 1801.

## Eventos
- 21 de maio: um delator informou às autoridades da capitania os planos dos conjurados, o que conduziu à detenção de diversos implicados na Conspiração dos Suassunas.
- 23 de maio: José Monteiro da Rocha, Conselheiro do Príncipe Regente D. João, é nomeado Mestre do príncipe D. Pedro, e dos infantes.
- 6 de junho: termina a Guerra de 1801, por meio do Tratado de Badajoz (1801)

## Nascimentos
- 11 de janeiro: Honório Hermeto Carneiro Leão, político e diplomata brasileiro (m. 1856).
- 12 de novembro: José Martins Pinheiro, primeiro e único barão da Lagoa Dourada (m. 1876)

## Mortes
- 11 de junho: D. Francisco António Pio, primogênito de D. João e de D. Carlota Joaquina é vitimado pela varíola com apenas seis anos de idade.[1]